# وی دوست داشته خواهد شد
«وی دوست داشته خواهد شد» (به انگلیسی: She Will be Loved) تک‌آهنگی از گروه موسیقی آلترناتیو راک مارون ۵ است که در سال ۲۰۰۴ میلادی منتشر شد و ترانه اصلی آلبوم ترانه‌هایی درباره جین (۲۰۰۲) بود.
این تک‌آهنگ در چارت استرالیا، در رتبه اول و در چارت‌های آمریکا، ایتالیا، بریتانیا، اسکاتلند، ایرلند، جزو ده ترانه اول قرار گرفت.